# Tiilerilaaq

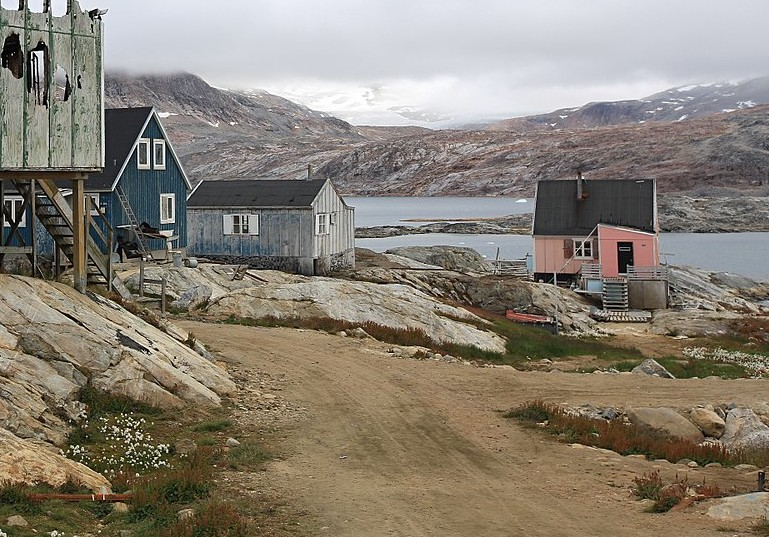
Tiilerilaaq (2018)

Tiilerilaaq [ˌtiːɾɜʁiˈɾɑː(q)] (Kitaamiusut Tinuteqisaaq [ˌtˢinutˢɜqiˈsɑːq], übliche Mischschreibweise Tiniteqilaaq; nach alter Rechtschreibung Tîlerilâĸ bzw. Tiniteĸilâĸ bzw. Tinuteĸissâĸ) ist eine grönländische Siedlung im Distrikt Ammassalik in der Kommuneqarfik Sermersooq.

## Lage
Tiilerilaaq liegt an der Südspitze der Halbinsel Mamangi. Die Bucht Imiilaajiva und die Meerenge Tiilerilaap Ikaasaajiva trennen den Ort von der Insel Sarpaq. Direkt schließt die große Ammassalik Ø an. Der nächste Ort ist der Distrikthauptort Tasiilaq, der 31 km südlich liegt.

## Geschichte
Das Gründungsjahr von Tiilerilaaq ist unbekannt, da die Tunumiit früher Nomaden war. Man geht davon aus, dass der Ort bereits 1920 fest besiedelt war. 1930 wurden 40 Einwohner gezählt und 1940 bereits 76. 1946 wurde in Tiilerilaaq eine Schulkapelle errichtet. 1950 war die Einwohnerzahl schon auf 110 Personen gestiegen. 1957 erhielt der Ort ein Salzhaus und einen Laden vom KGH, obwohl Tiilerilaaq nie den Status eines Udsteds innehatte. 1960 lebten 154 Menschen in Tiilerilaaq. 1960 wurde eine Wohnung für eine Geburtshelferin errichtet und 1965 eine Radiostation. Bis 1970 war die Einwohnerzahl auf 208 angestiegen.

## Wirtschaft
Die Bewohner von Tiilerilaaq leben hauptsächlich von der Robbenjagd und der Jagd auf Eisbären. In den 1960er und 1970er Jahren wurde zudem in großem Maße Kabeljau gefangen. Zudem spielt der Tourismus in Tiilerilaaq eine Rolle; es gibt mehrere Übernachtungsmöglichkeiten für Touristen.

## Infrastruktur und Versorgung
Tiilerilaaq kann von Juli bis November mit dem Boot angefahren werden. Einmal pro Woche wird der Ort von einem Passagierschiff angefahren. Zusätzlich kann der Ort über den Heliport Tiilerilaaq über den Luftweg erreicht werden.
Nukissiorfiit gewährleistet die Strom-, Wärme- und Wasserversorgung vor Ort. Müll wird deponiert und verbrannt, während Abwässer ins Meer geleitet werden.

## Bebauung
In der Volksschule von Tiilerilaaq werden etwa 20 Schüler bis zur siebten Klasse unterrichtet. Im Ort befinden sich zudem eine Pilersuisoq-Filiale, die die Bewohner mit Waren versorgt, eine Spielgruppe, ein Servicegebäude, ein Versammlungsgebäude, eine Postfiliale und eine Krankenstation und eine Schulkapelle von 1950.

## Söhne und Töchter
- Erinartêĸ Jonathansen (1940–?), Landesrat
- Jakob Sivertsen (* 1943), Politiker (Atassut)

## Bevölkerungsentwicklung
Die Einwohnerzahl von Tiilerilaaq hat sich seit 1985 mehr als halbiert.